# Opel 25/30 PS
 (juillet 2024).
L'Opel 25/30 PS est une voiture de la catégorie luxueuse construite par Adam Opel KG qu'en 1906 pour succéder au modèle 30/32 PS.

## Historique et technologie
La 25/30 PS était plus grosse mais moins chère que sa prédécesseur. Elle continue de représenter le segment intermédiaire dans la catégorie des luxueuses, mais elle n'est plus le plus grand modèle d'Opel. Elle était encore fabriquée sous licence de Darracq. Son moteur était également similaire à celui de sa prédécesseur.
Le moteur était un moteur quatre cylindres d'une cylindrée de 4 730 cm³ (alésage × course = 112 mm × 120 mm), qui produisait 30 ch (22 kW) à 1 400 tr/min. Le moteur à commande latérale était refroidi par eau. Le carburateur à piston était doté d'un préchauffage pour le mélange air-carburant. Chaque cylindre avait deux bougies d'allumage, l'une alimentée par un allumage par batterie et l'autre par un allumage magnéto. La puissance du moteur était transmise à l'essieu arrière via un embrayage à cône en cuir, une boîte de vitesses manuelle à trois vitesses avec levier sur le volant et un arbre à cardan.
Le cadre était constitué de profilés en acier. Ce qui était nouveau, c'était un renforcement supplémentaire avec du bois. Les deux essieux rigides étaient suspendus sur des ressorts à lames longitudinaux semi-elliptiques. Le frein de service agissait sur l'arbre de sortie de la transmission. Le frein à main a été conçu comme un frein à tambour agissant sur les roues arrière.
Il y avait quatre styles de carrosserie, un coupé deux portes, une voiture de tourisme à quatre places, une berline quatre portes et un landaulet quatre portes. La voiture était disponible avec deux empattements différents, 3 000 mm ou 3 250 mm, en tout cas nettement plus longs que les 2 250 mm de sa prédécesseur. La variante la moins chère (le coupé), coûtait 13 000 Reichsmark.
Fin 1906, la construction de la 25/30 PS est arrêtée. La successeur était le modèle 18/30 PS plus grosse.